# منتخب سويسرا تحت 19 سنة لكرة الأرض للسيدات
منتخب سويسرا تحت 19 سنة لكرة الأرض للسيدات هو ممثل سويسرا الرسمي في المنافسات الدولية في كرة الأرض للسيدات
.